# Pingisrivier
Pingisrivier (Zweeds – Fins: Pingisjoki) is een rivier annex beek, die stroomt in de Zweedse  gemeente Kiruna. De rivier verzorgt de afwatering de hellingen van de Pingisheuvelrug en van zowel het (grote) Pingismeer en het Kleine Pingismeer. De rivier stroomt naar het noordoosten en stroomt in de Muonio. Ze is circa zeven kilometer lang. Ten oosten van de rivier ligt de Pingisberg en de Tynnyriberg
Afwatering: Pingisrivier → Muonio → Torne → Botnische Golf